# Закон Дебая

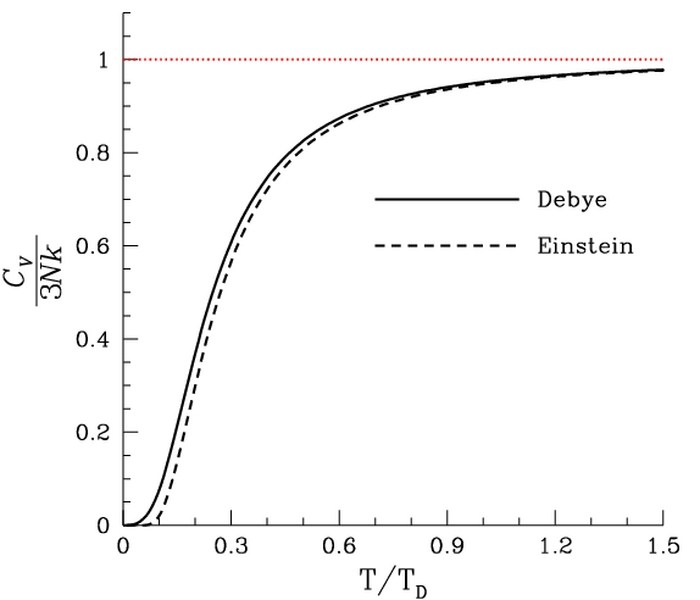
Порівняння передбачень моделей Дебая і Ейнштейна в залежності від температури

Закон Дебая стверджує, що при низьких температурах теплоємність твердого тіла зростає пропорційно кубу температури.
Закон Дебая справедливий для діелектриків і напівпровідників при температурах, набагато менших за температуру Дебая, яка є характеристикою кожної конкретної речовини і приблизно дорівнює:
{\displaystyle \Theta _{D}={\frac {\hbar {\bar {c}}}{ka}}}
де а — стала ґратки, {\displaystyle {\bar {c}}} — швидкість звуку, {\displaystyle k} — стала Больцмана.
При високих температурах закон Дебая переходить у закон Дюлонга — Пті, згідно якому теплоємність є константою. При охолодженні нижче температури Дебая теплоємність починає змінюватися з температурою, а закон Дебая починає діяти при абсолютній температурі принаймні в 4 рази нижчій.
Залежність теплоємності від температури виражається формулами:
{\displaystyle C_{V}(T)={\frac {2\pi ^{2}}{5}}kV\left({\frac {kT}{\hbar {\bar {c}}}}\right)^{3}={\frac {12\pi ^{4}}{5}}N\nu k\left({\frac {T}{\Theta _{D}}}\right)^{3}},
де {\displaystyle V} — об'єм, Т — температура, N — кількість елементарних комірок а {\displaystyle \nu } — кількість атомів в одній комірці.
Теплоємність при сталому тиску у цьому випадку дуже незначно відрізняється від теплоємності при сталому об'ємі, оскільки різниця між цими величинами для твердих тіл за низької температури пропорційна T7.
Петер Дебай побудував теорію теплоємності твердого тіла що відома зараз як модель Дебая в 1912 році, вдосконаливши модель Ейнштейна, враховуючи низькочастотні коливання кристалічної ґратки — акустичні фонони.
У випадку складної структури кристалічної ґратки закон Дебая не виконується. У сильно анізотропних кристалів може бути кілька температур Дебая, і тоді закон виконується лише при охолоджені нижче найнижчої з них.
Закон Дебая не враховує електронну теплоємність, а лише теплоємність самої кристалічної ґратки.